# Chico (Hund)
Chico (* ca. 2010; † 16. April 2018 in Hannover) war ein Staffordshire-Mischling, der Anfang April 2018 in Hannover den 27-jährigen Hundehalter und dessen 52-jährige Mutter totbiss. Der Fall erregte deutschlandweites Medieninteresse; auch im Ausland wurde über den Fall berichtet. In den sozialen Medien traten hunderttausende Menschen für das Leben des Hundes ein, der dennoch eingeschläfert wurde.

## Geschichte
2010 kaufte der damals 19-jährige Halter Chico. Bereits als Welpe soll der Hund sehr agil gewesen sein. Mit einem Jahr wurde Chico wegen gesteigerter Aggressivität einer Hundetrainerin vorgestellt, die in ihrem Gutachten an das Veterinäramt den Halter als überfordert beschrieb und empfahl, den Hund nur an der Leine und mit Maulkorb ins Freie zu lassen.
Trotz mehrfacher Aufforderung erschien der Halter 2011 nicht mit Chico beim Veterinäramt. Es gab wiederholt Beschwerden beim Vermieter über den Lärm, der aus der Wohnung des Halters drang. 2014 und 2016 kam eine Inspektorin des Tierschutzes vorbei, die keine Mängel feststellen konnte. Chico war ordnungsgemäß gemeldet und gesund.
Am 3. April 2018 sah eine der Schwestern des Hundehalters durch das Wohnungsfenster einen leblosen Körper auf dem Boden liegen. Die Feuerwehr brach die Wohnung auf und fand die beiden blutüberströmten Leichen vor. Chico wurde eingefangen und in ein Tierheim gebracht. Als der Tierheimleiter erklärte, dass er dem Tier keine große Chance einräume, wurde er auf Facebook und via E-Mail mit einem Shitstorm überzogen und bedroht. Auch die Stadt und die Staatsanwaltschaft erhielten Drohungen.
Am 7. April 2018 gab es einen Einbruchsversuch in das Tierheim, bei dem Chico befreit werden sollte. In Hannover wurde mit dem Slogan #FreeChico für Chicos Freiheit demonstriert. Auf der Cyberaktivismus-Plattform change.org wurde eine Online-Petition mit der Forderung, Chico am Leben zu lassen, von etwa 300.000 Menschen unterzeichnet.
Am 11. April 2018 ordneten Experten der Tierärztlichen Hochschule Hannover eine computertomographische Untersuchung einer Schwellung des Kiefers von Chico an, die Kosten sollte die Stadt übernehmen. Am 16. April 2018 wurde Chico in der Tierärztlichen Hochschule untersucht; dazu wurde er in Narkose gelegt. Aufgrund schwerwiegender Verletzungen am Kiefer entschied die Veterinärbehörde „im Einvernehmen mit der Tierärztlichen Hochschule, dem Tierschutzverein Hannover und Umgebung e. V. und dem Niedersächsischen Ministerium für Ernährung, Landwirtschaft und Verbraucherschutz“, Chico noch in der Narkose einzuschläfern.
Am 22. April 2018 versammelten sich etwa 80 Menschen in Hannover zu einer Mahnwache und anschließender Demo für Chico. Der Slogan „er ist unser Held, unser Freiheitskämpfer, er ist Chico Guevara“ fand bundesweit mediales Echo. Die Behörden wurden des Mordes bezichtigt, Mitarbeiter erhielten Morddrohungen. Im Internet tauchten Verschwörungstheorien auf.
Anfang September 2018 wurden für Versäumnisse Verantwortliche des Veterinäramts „mit anderen dienstlichen Aufgaben betraut“.